# Alexandra Andrejevna z Ditrichštejna
Kněžna Alexandra Andrejevna z Ditrichštejna, rozená hraběnka Šuvalovová (rusky Александра Андреевна Дитрихштейн, урождённая графиня Шувалова, 19. prosince 1775, Petrohrad - 10. listopadu 1847, Vídeň) byla ruská šlechtična z rodu Šuvalovů, od roku 1792 dvorní dáma u dvora v Petrohradu. Stala se manželkou moravského knížete Františka Josefa z Ditrichštejna a následně dvorní dámou u vídeňského dvora. V roce 1834 byla jmenována dámou Řádu hvězdového kříže. Byla jednou z prvních ruských aristokratů, kteří konvertovali ke katolicismu.

## Život

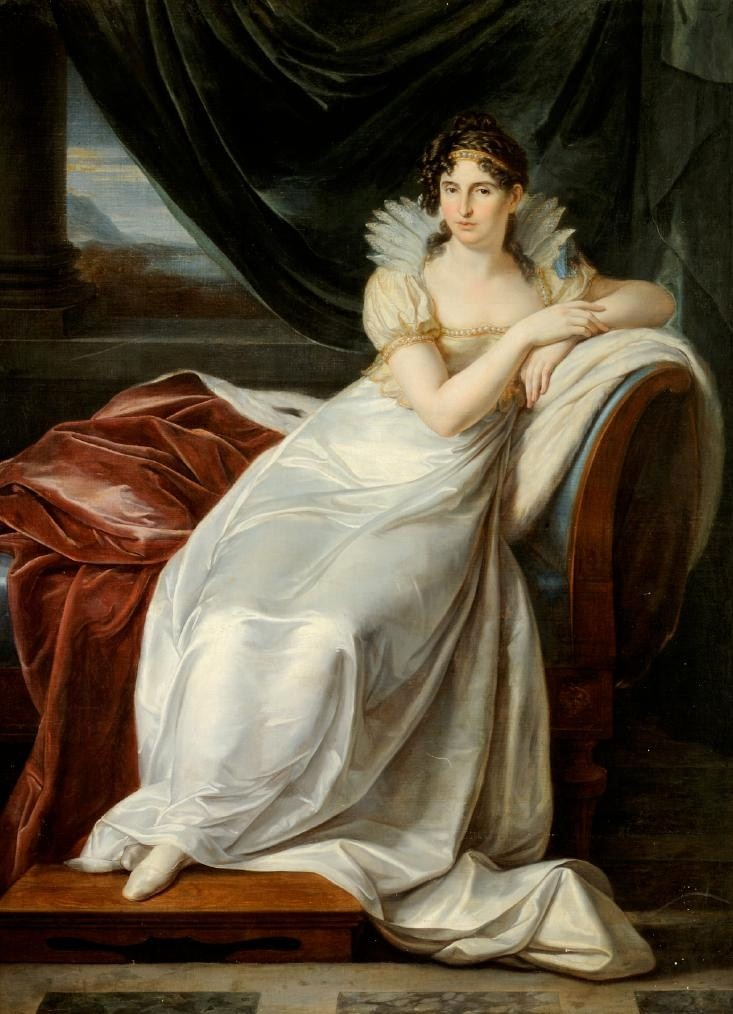
Hraběnka Šuvalovová v šifonu dvorních dam. Portrét od Vincenza Camucciniho.

Alexandra Andrejevna Šuvalovová se narodila jako nejmladší dcera senátora Andreje Petroviče hraběte Šuvalova (1744-1789) a jeho manželky Jekatěriny Petrovny rozené Saltykovové (1743-1817), dcerou polního maršála Petra Semjonoviče Saltykova. Měla tři sourozence, bratry Petra, Pavla a sestru Praskovju, provdanou Golicynovou.
Její rodiče byli náruživými obdivovateli Voltaira a pod jeho vlivem dali svým dětem ryze francouzskou výchovu. Hovořily plynně francouzsky, italsky a anglicky, ale rusky neuměly skoro vůbec. V letech 1776 až 1780 žila Alexandra s rodiči v zahraničí, poté v Petrohradě. V roce 1787 spolu s nimi doprovázela Kateřinu II. při její cestě na Krym. V roce 1792 byla jmenována čestnou družičkou u dvora velkokněžny Alžběty Alexejevny, kde byla její matka komornou. Ve svém postavení měla mladá hraběnka Šuvalovová blízko k carské rodině a účastnila se všech dvorských zábav.

### Sňatek

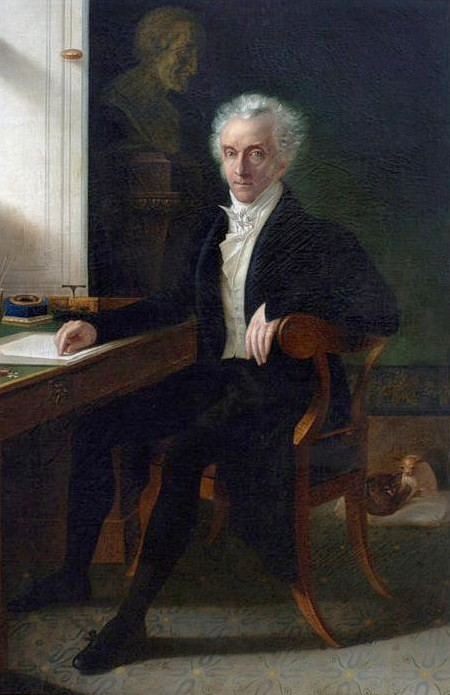
Kníže František z Ditrichštejna

V roce 1797 se Šuvalovové v Moskvě zúčastnili korunovace cara Pavla I., během níž se hraběnka Alexandra zasnoubila s rakouským velvyslancem, knížetem Františkem Josefam z Ditrichštejna (1767-1854). Podle memoárů hraběnky V. N. Golovinové byl kníže Ditrichštejn v Petrohradě velmi dobře přijat a poté pokračoval ke dvoru do Moskvy. Protože nebydlel v Petrovsku, chodil každý den na večeři k caru Pavlovi a před večeří trávil čas s hraběnkou Šuvalovou, jejíž nejmladší dcera se do něj silně zamilovala. Kníže na tuto vášeň vůbec nereagoval, ale na zásah hraběte de Choiseul o šest týdnů později kníže opustil Moskvu s hraběnkou Šuvalovou již jako s jejím budoucím zetěm. 
16. července 1797 ve dvorním chrámu v Petergofu se za přítomnosti celého dvora odehrál slavnostní sňatek. Ve svém deníku si Stanislav Poniatowský zapsal: "nuncius Litta v biskupském rouchu požehnal novomanželům. Ti poté byli oddáni v palácovém chrámu podle řeckého obřadu: hrabě G. R. Litta držel věnec na hlavou ženicha a hrabě Šuvalov nad hlavou nevěsty. Věnec sama carevna zapletla vlastními brilianty, kterých byl skoro milión". První rok svého manželství Alexandra Andrejevna strávila v Petrohradu, kde se 28. března 1798 narodil její jediný syn Josef František. Brzy nato byl kníže Ditrichštejn povolán do nového působiště a v říjnu manželé odjeli do Vídně. V novém prostředí se kněžna necítila dobře, navíc se jí dostalo chladného přijetí ve vídeňské společnosti. Sestra knížete Ditrichštejna, vyhlášená krasavice hraběnka Kinská, si ve svém deníčku zaznamenala velmi strohé hodnocení své nové příbuzné:
| „ | Všichni kolem jen říkají, že je ošklivá a velmi malá, jen její matka se k ní chová spravedlivě. Je velmi stydlivá a z rozpaků mluví tak tiše, že je těžké jí rozumět, navíc má silný přízvuk a její pomalý a liknavý hlas ji činí krajně nepříjemnou. Často svou snachu sleduji, říkám jí do očí, že je krásná, což podtrhuje její takt. Vždy si však máme o čem povídat. | “ |

Odmítavý postoj, nepřátelská nálada a intriky vídeňské společnosti vedly k jejímu nervovému zhroucení. Ani její manželství nebylo šťastné. Po manželově cestě do Berlína a Švýcar jejich vztah zcela ochladl. Když se Alexandra dozvěděla o jeho nevěře, rozhodla se mlčet. V roce 1801 na čas odcestovala do vlasti, kde se zúčastnila korunovace cara Alexandra I. V Petrohradě ji zastihl dopis od manžela, ve kterém jí nabídl rozluku, ale ona předstírala, že dopis nedostala a vrátila se do Vídně. Zde se k ní však manžel a jeho rodina zcela otočili zády.
V roce 1804 bylo jejich manželství oficiálně rozvedeno. Alexandra se se svou matkou usadila v Badenu u Vídně, by byla nablízku svému synovi Josefovi, který zůstal u otce.

### Pobyt v Itálii a návrat do Vídně

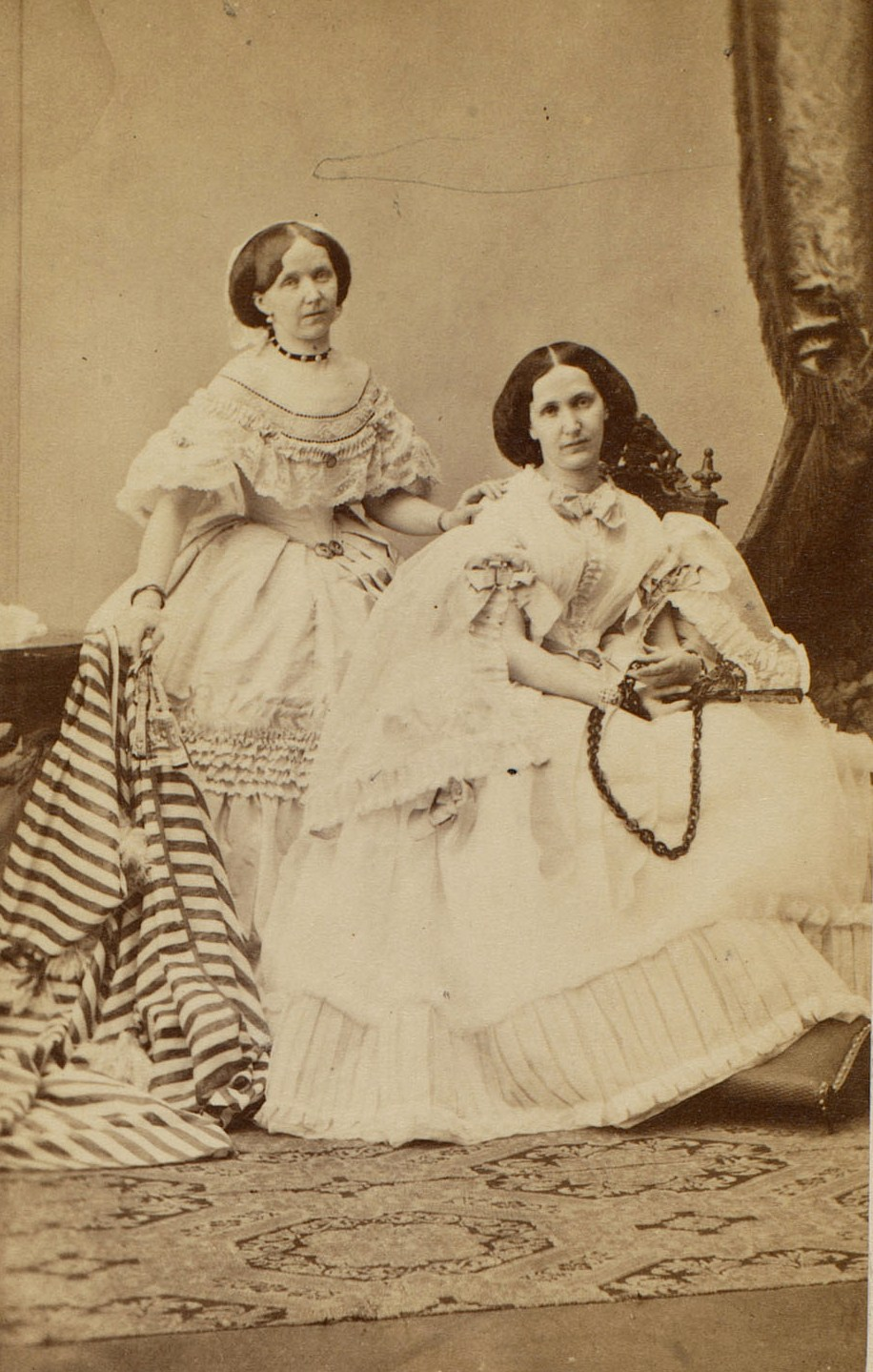
Alexandra (1824-1906) a Klotilda (1828-1899), vnučky kněžny Alexandry.

V této těžké době se utěšovala literární tvorbou a malováním a obrátila se k Bohu. V rámci svého náboženského úsilí navštívila v roce 1808 poprvé Řím. Zde ji papež Pius VII. připravil na katolické přijímání a život v pokoře. V roce 1809 se zřekla pravoslaví a konvertovala ke katolicismu. O této události napsala knihu, kterou papež Pius dával za vzor pro „všechny schizmatiky, kteří se chtějí vrátit do lůna církve“. Spolu s ní konvertovali ke katolicismu i další členové její rodiny, včetně její 66leté matky hraběnky Šuvalovové.
Od té doby bude téměř celý zbytek života kněžny Alexandry spojen s Itálií. Spolu se svou matkou žila v Římě v paláci Aragona Gonzaga na Via della Scrofa, kde roku 1815 se svolením papeže postavila rodinnou kapli a v roce 1824 vypracovala plán a otevřela Dům milosrdenství pro dívky. Kněžna Alexandra, ač žijící neustále v zahraničí, nezpřetrhala pouta se svou dalekou vlastí. Mnoho ruských cestovatelů k ní o nedělích chodilo na velké snídaně s palačinkami.
V Itálii pobývala dlouho, ve 30. letech 19. století však byla kvůli finančním potížím nucena vrátit se do Vídně, kde se stala dvorní dámou na dvoře císařovny Karolíny Augusty a ve zdejší společnosti již byla respektovanou osobou. I přes odloučena od svého syna, dokázala s ním udržovat nejvřelejší vztahy a neustále s ním korespondovala. Josef žil s rodinou v Praze a kněžna ho často navštěvovala. Nejdůvěrnější vztah měla se svou snachou Gabrielou (rozenou Vratislavovou z Mitrovic, 1804–1880) a svými čtyřmi vnučkami Klotildou, Terezií, Gabrielou a Alexandrinou.
Kněžna Alexandra Andrejevna z Ditrichštejna zemřela na srdeční chorobu v 10. listopadu 1847 ve Vídni. Podle závěti bylo její tělo převezeno do Říma a pohřbeno v bazilice Panny Marie nad Minervou.

## Odkaz
Kromě rozsáhlé korespondence po sobě kněžna z Ditrichštejna zanechala velké literární dědictví: dva deníky (1797-1798 a 1804), plány a náčrtky memoárů, příběh o konverzi ke katolicismu (posmrtně vydaný její vnučkou), několik příběhů a spisů náboženského a mravního charakteru, pohádky, třináct divadelních her a čtyři milostné příběhy (Amour allemand, Amour italien, Amour russe, Amour suisse). Nyní jsou všechna její díla uložena v rodinném archivu Ditrichštejnů v Moravském zemském archivu v Brně. 